# Friedrich Dürck

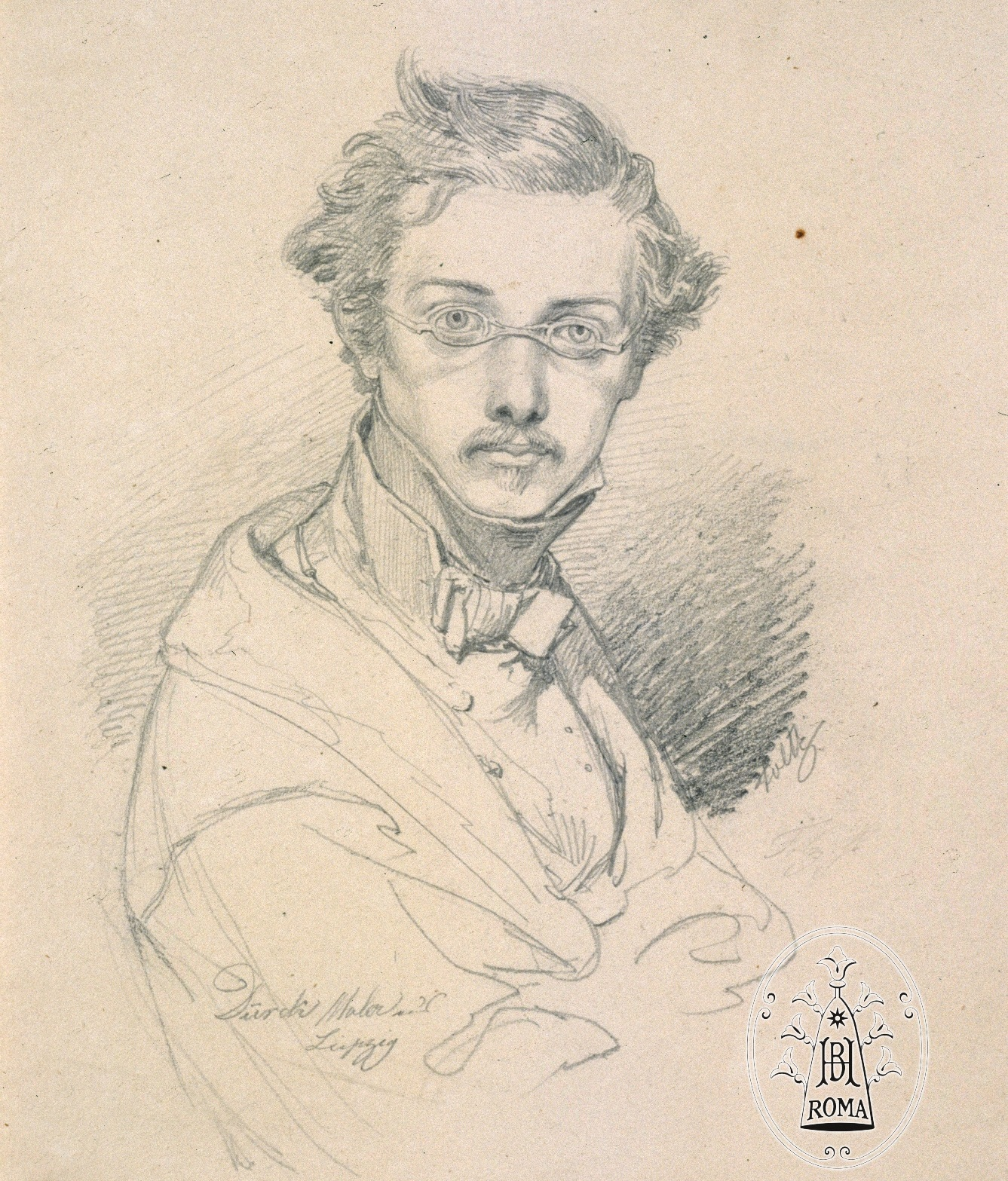
Friedrich Dürck porträtiert von Philipp von Foltz

Friedrich Dürck (* 28. August 1809 in Leipzig; † 25. Oktober 1884 in München) war ein deutscher Porträt- und Genremaler.

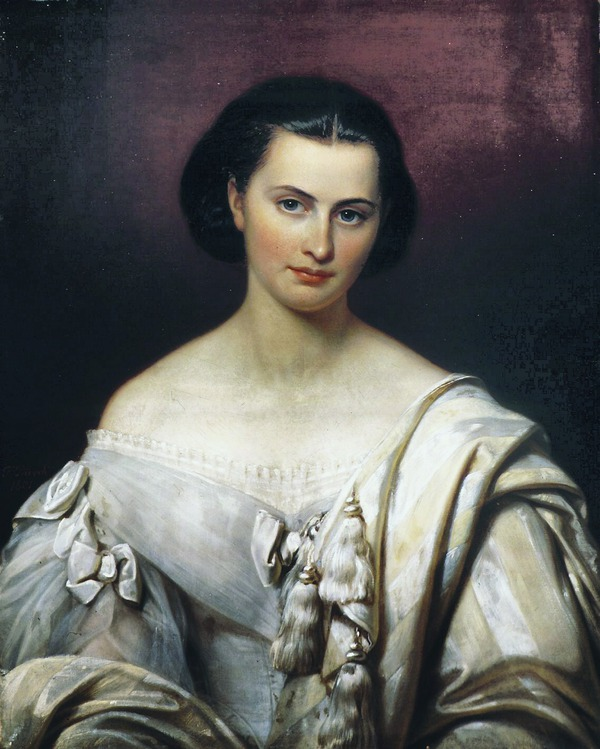
Friedrich Dürck: Carlotta von Breidbach-Bürresheim, 1863 (Gemälde der Schönheitengalerie von Ludwig I. im Schloss Nymphenburg)

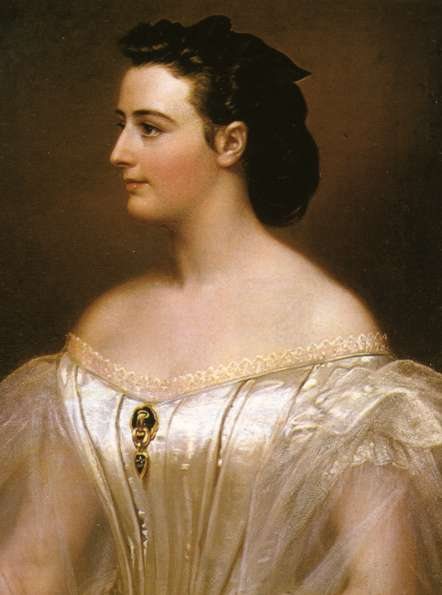
Friedrich Dürck: Anna von Greiner (Gemälde der Schönheitengalerie von Ludwig I. im Schloss Nymphenburg)

## Leben
Friedrich Dürck war Sohn eines wohlhabenden Kaufmanns, der in den nachnapoleonischen Wirren durch Fehlspekulationen sein Vermögen verlor und schließlich froh war, als Inspektor des königlichen Jagdschlosses Hubertusburg unterzukommen. Friedrich Dürck, dessen künstlerische Fantasie durch einen leicht verletzten und bei Familie Dürck einquartierten Soldaten geweckt worden sein soll, erhielt Kunstunterricht zunächst an der Kunstakademie Leipzig.
1822 lud ihn sein Onkel, der königlich  bayerische Hofmaler Joseph Stieler ein, sich in München unter seiner Leitung weiterzubilden. Trotzdem ihn der damalige Direktor Peter von Langer anfänglich für den Antikensaal als nicht reif genug befand, brachte Joseph Stieler den jungen Dürck zwei Jahre danach doch an die Akademie der Bildenden Künste München.S. 204
Dürck studierte begeistert Ölmalerei und Porträt und half seinem Onkel bis 1829 bei dessen Bildnissen. Er kopierte bekannte Werke Stielers, so zum Beispiel das berühmte Porträt von Johann Wolfgang von Goethe.
1828 stellte er zum ersten Mal ein Porträt öffentlich aus und wurde in München bald zu einem bekannten Maler. Er reiste 1836 nach Italien und hielt sich bis 1837 in Rom und Florenz auf. Nach seiner Rückkehr lebte er in München und porträtierte zahlreiche Persönlichkeiten des öffentlichen Lebens und des bayerischen Hofs, darunter 1858 auch König Ludwig I. Im Jahr 1849 folgte er einer Einladung an den schwedischen und 1854 an den österreichischen Hof.
Nach 1860 malte er vor allem Genre- und Kostümbilder.
1861 beauftragte Ludwigs I. Dürck damit, zwei weitere Porträts für die Schönheitengalerie (heute in Schloss Nymphenburg) zu erstellen. So entstanden die einzigen beiden Bilder der Sammlung, die nicht direkt von Stieler stammen: Es sind die Porträts von Anna von Greiner und Carlotta von Breidbach-Bürresheim.
Einige Werke von Dürck befinden sich heute auch in den Kunstsammlungen zu Weimar, die von der Klassik Stiftung Weimar unterstützt werden.
Friedrich Dürck starb 1941 im Alter von 71 Jahren in München.

## Grabstätte

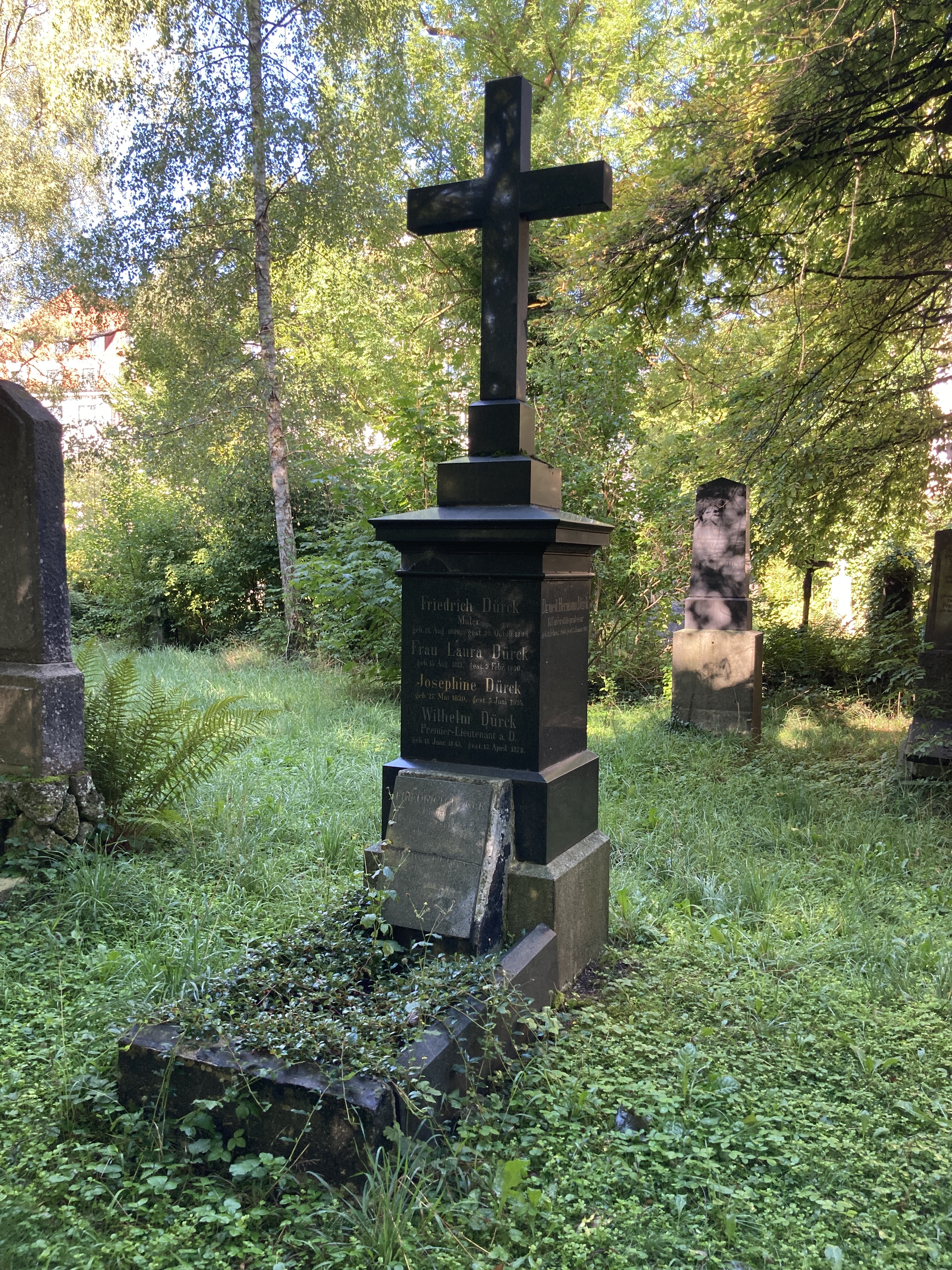
Grab von Hermann Dürck auf dem Alten Südlichen Friedhof in München

Die Grabstätte von Hermann Dürck befindet sich auf dem Alten Südlichen Friedhof in München (Gräberfeld 14 – Reihe 1 – Platz 32) Standort. In dem Grab liegen ausweislich der Grabinschriften auch Dürcks Frau Laura Dürck und deren beider Kinder:
- Josephine Dürck
- Wilhelm Dürck
- Friedrich Dürck mit seiner Ehefrau Marie Dürck und deren beider Sohn (und damit Enkel von Friedrich Dürck) Hermann Dürck

## Familie und Nachkommen
Hermann Dürcks Sohn Friedrich Dürck heiratete 1840 Laura Stieler, eine Tochter seines Onkels und Lehrers Joseph Karl Stieler. Sie hatten drei Kinder:
- Josephine Dürck (* 27. Mai 1839, † 5. Juni 1924)
- Friedrich Dürck, Direktor der Bayer. Handelsbank (* 3. Sept. 1841, † 23. Feb. 1913)
- Wilhelm Dürck, Premier-Lieutenant a. D. (* 18. Jan. 1843, † 12. April 1878)

Bekannt wurde auch Hermann Dürck (* 11. Februar 1869, † 5. Januar 1941), ein Sohn von Friedrich Dürck und dessen Frau Marie Dürck geb. Ludorff (* 1. Nov. 1840, † 20. August 1925). Hermann Dürck war also ein Enkel des Malers Friedrich Dürck. Hermann Dürck war als Universitätsprofessor im Bereich der Bakteriologie und Pathologie tätig.